# The Gifted
The Gifted es una serie de televisión estadounidense de acción y de superhéroes creada por Matt Nix basada en los cómics de X-Men de Marvel Comics. El programa es producido por 20th Century Fox Television en asociación con Marvel Television, con Nix como showrunner.
La serie es protagonizada por Stephen Moyer y Amy Acker como padres comunes que llevan a su familia a la fuga después de descubrir las habilidades mutantes de sus hijos. Sean Teale, Jamie Chung, Coby Bell, Gilberto Caba, Emma Dumont, Blair Redford, Natalie Alyn Lind, y Percy Hynes White también lo protagonizan. La serie recibió luz verde para un piloto en Fox después de un intento anterior en donde la serie de X-Men no logró avanzar en la red en 2016; The Gifted fue ordenado a serie en mayo de 2017.
The Gifted comenzó a transmitirse el 2 de octubre de 2017, para una temporada de 13 episodios. Ha recibido críticas en su mayoría positivas, en particular por su elenco y comentario social.
El 4 de enero de 2018, se anunció la renovación de la serie para una segunda temporada, que se estrenó el 25 de septiembre de 2018.
El 17 de abril de 2019, Fox anunció la cancelación de la serie, después de dos temporadas.

## Premisa

### Primera temporada
Cuando dos padres descubren que sus hijos son mutantes y han expuesto sus poderes, deberán unir fuerzas con una comunidad de mutantes subterránea para ocultarse de Servicios Centinelas, una agencia gubernamental que se encarga de capturar mutantes.

### Segunda temporada
Luego de la explosión de la estación de Atlanta, los Mutantes Subterráneos buscan a sus amigos y familiares que se fueron con Club Fuego Infernal. Después de rastrearlos fuera de Washington D. C., deben lidiar con nuevos grupos con ideologías extremas, tanto humanas como mutantes, para evitar el conflicto que se está gestando.

## Elenco
| Actor/Actriz      | Personaje                                   | Temporadas | Temporadas |
| Actor/Actriz      | Personaje                                   | 1          | 2          |
| ----------------- | ------------------------------------------- | ---------- | ---------- |
| Stephen Moyer     | Reed Strucker                               | Principal  | Principal  |
| Amy Acker         | Caitlin Strucker                            | Principal  | Principal  |
| Sean Teale        | Marcos Diaz / Eclipse                       | Principal  | Principal  |
| Natalie Alyn Lind | Lauren Strucker                             | Principal  | Principal  |
| Percy Hynes White | Andy Strucker                               | Principal  | Principal  |
| Coby Bell         | Jace Turner                                 | Principal  | Principal  |
| Gilberto Caba     | mitchell Turner                             | Principal  | Principal  |
| Jamie Chung       | Clarice Fong / Blink                        | Principal  | Principal  |
| Blair Redford     | John Proudstar / Thunderbird                | Principal  | Principal  |
| Emma Dumont       | Lorna Dane / Polaris                        | Principal  | Principal  |
| Skyler Samuels    | Esme, Sophie y Phoebe Frost / Frost sisters | Recurrente | Principal  |
| Grace Byers       | Reeva Payge                                 |            | Principal  |

## Episodios
| Temporada | Temporada | Episodios | Emisión original         | Emisión original      |
| Temporada | Temporada | Episodios | Inicio                   | Final                 |
| --------- | --------- | --------- | ------------------------ | --------------------- |
|           | 1         | 13        | 2 de octubre de 2017     | 15 de enero de 2018   |
|           | 2         | 16        | 25 de septiembre de 2018 | 26 de febrero de 2019 |

## Producción

### Desarrollo

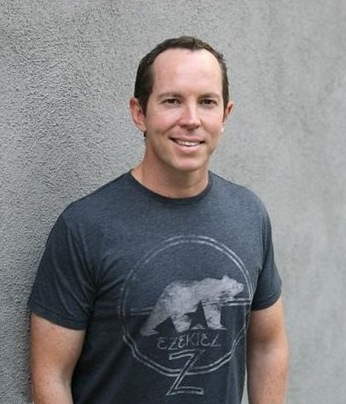
Matt Nix, un fanático de los X-Men desde que era joven, funge como showrunner y escritor en la serie.

En julio de 2016, después de que una serie basada en Hellfire Club, una propiedad de cómics de X-Men, no avanzó en Fox, la cadena pidió un piloto para una serie diferente basada en X-Men. El nuevo piloto, escrito por Matt Nix, era para una serie de acción y aventuras basada en padres comunes que descubrían las habilidades mutantes de sus hijos. El presidente de Fox Entertainment, David Madden, dijo que "desarrollar una propiedad Marvel ha sido una prioridad para la red, y estamos muy contentos con la forma en que Matt Nix nos ha llevado a este universo emocionante". La serie está producida por 20th Century Fox Television y Marvel Television, con 20th manejando la producción física de la serie, y Nix produciendo junto a los productores de la franquicia de X-Men, Bryan Singer, Lauren Shuler Donner, y Simon Kinberg, además de los ejecutivos de Marvel Television Jeph Loeb y Jim Chory.
Nix lanzó la serie a los ejecutivos como "Running on Empty con mutantes". Creó una presentación elaborada usando Prezi que incluía fotos de actores que había alterado para parecerse a mutantes, y gráficos para explicar cómo la serie encajaría en las películas de X-Men así como en el universo más grande de X-Men de los cómics. La presentación fue recibida con aplausos, según Loeb. La mayor crítica que recibió Nix sobre su lanzamiento fue que quería incluir demasiada historia en el piloto, con algunas de sus ideas iniciales convirtiéndose en las historias de varios otros episodios. Las primeras versiones del guion piloto de Nix fueron recibidas "con entusiasmo" por los ejecutivos de Fox, y el presidente y CEO de Fox, Gary Newman, estaba esperando un borrador final a principios de enero de 2017, para recoger el piloto dentro de unas pocas semanas. Newman señaló que "el desarrollo en general este año es un poco más lento de lo habitual", pero la cadena esperaba comenzar a emitir la serie potencial durante la temporada de televisión 2017–18.
Nix dijo que como fanático de los cómics de X-Men, "no querrás ser servilmente haciendo lo mismo una y otra vez que todos los demás han hecho, pero al mismo tiempo, eres consciente de que esto es importante, y que le debo algo a mi ser de 10 años en este momento." Fox ordenó oficialmente el piloto de la serie, como una "serie de acción y aventuras Marvel sin título", a finales de mes. Donner se refirió a la serie como Gifted en marzo, aclarando que sería un título temporal para la serie. El 9 de mayo, Fox ordenó el show como The Gifted. El piloto había sido llamado "uno de los mejores pilotos de la temporada de desarrollo de la emisión [2017]" por los comentaristas. La primera temporada consta de 13 episodios. En agosto, Len Wiseman se unió como director y productor ejecutivo de la temporada. En octubre, Nix dijo que había planeado "un par de temporadas, a grandes rasgos", y declaró que quería "estar haciendo este programa durante mucho tiempo". Observando una tendencia creciente en temporadas de televisión más cortas e independientes, Nix dijo que quería que el programa se sintiera más como una historia tradicional de larga duración y que cada temporada termine de una manera satisfactoria que no se sienta "cerrada". El 4 de enero de 2018, la serie se renovó para una segunda temporada. Descrito como diseñado para una "duración limitada", Fox no había tenido prisa por dar una renovación temprana a la serie antes de esa fecha.

### Redacción
Nix ha descrito a la serie como la venida "al mundo interior de los mutantes"; las películas y cómics "generalmente han comenzado con los X-Men y encontrado el mundo exterior" desde su perspectiva, pero la serie parece "tomar lugar dentro del mundo de personas que [no] son X-Men y [aún no] conocen ese mundo". Él comentó que, a diferencia de las películas, la serie contaría una historia más "intima", "también explora los problemas que rodean a los mutantes y como esa experiencia es algo difícil de hacer en una película de dos horas, porque [una película] necesita moverse muy rápido y mostrar mucha acción".
Estas cuestiones reflejan problemas modernos y reales, como la policía que intenta matar a los mutantes solo porque parezcan diferentes, o que el gobierno solo se oponga a los mutantes si se revelan en público. La comunidad subterránea mutante de la serie está inspirada en el ferrocarril subterráneo.
Discutiendo la conexión de la serie con las películas de X-Men, Nix dijo que el equipo X-Men estaría desaparecido durante el show, "no sólo [porque] son demasiado caros para la televisión", sino que es algo que el programa exploraría. Él llamó pronto a esto uno de los misterios centrales de la serie, diciendo, "vamos a explorar, es un gran negocio para estos chicos. Es un gran negocio en el mundo". Nix también reveló, en agosto de 2017, que estaba particularmente influenciado por el cómic District X que es "casi un distrito en Nueva York. Es donde están los mutantes... el espectáculo no es un procedimiento [como el cómic], pero estaba viendo mutantes en la sociedad, tratando con el crimen, las drogas, Sus relaciones mutuas. No tomamos ningún personaje. Era uno de mis favoritos".

### Casting
Para principios de 2017, la "exploración del casting" para la serie comenzó y se esperaba que el proceso se "acelerara" una vez que la serie recibiera una orden oficial para el piloto. Al mes siguiente, Blair Redford fue seleccionado como el líder mutante; Jamie Chung fue seleccionada como Clarice Fong / Blink; Stephen Moyer fue seleccionado como Reed Strucker, el padre protagonista en la serie y Sean Teale como Marcos Diaz / Eclipse, un mutante creado para la serie. En marzo, la primera de los niños protagonistas fue contratada, con Natalie Alyn Lind uniéndose como Lauren Strucker. Poco después la actriz Amy Acker fue contratada como su madre, Caitlin Strucker; Emma Dumont como la mutante Lorna Dane / Polaris; Percy Hynes White como Andy Strucker, el hijo menor de la familia y Coby Bell como el moralmente ambiguo Jace Turner. Acker audicionó junto a Moyer que fue elegido; la pareja no conoció a los actores que interpretan a sus hijos, Lind y White, hasta que se leyó la lectura del episodio piloto. Con el pedido de la serie en mayo, el personaje de Redford se reveló como John Proudstar / Thunderbird. En enero de 2018, Skyler Samuels, que se convirtió en las Stepford Cuckoos en la primera temporada, fue promovida al reparto principal para la segunda temporada. En junio de 2018, se anunció que Grace Byers se uniría al elenco principal como Reeva.

### Filmación
La producción del piloto de la serie se llevó a cabo entre marzo y abril de 2017 en Dallas, Texas. El resto de la primera temporada no se filmó en la ciudad después de que la decisión de rebajas de impuestos en el estado por la Legislatura de Texas tomó demasiado tiempo para el cronograma de la serie, debido a esto la producción se trasladó a Atlanta, Georgia. La localización de la serie se modificó posteriormente de Dallas a Atlanta, incluido un cambio retroactivo al piloto.

### Conexiones con el UCM
La productora ejecutiva Donner reveló a principios de 2017 que a diferencia de la primera serie de los X-Men, Legión, esta serie es "mucho más parte del mundo en términos de donde están los mutantes, los mutantes son odiados, sientes que estás en el mundo de los X-Men". A pesar de eso, "el universo cinematográfico no se preocupará por estos mundos en la TV para nada, las películas continuarán en la manera en la que han continuado". Nix agregó que "las películas de los X-Men no se alinean perfectamente así que no estoy obligado a encajar forzosamente en ese lugar, pero si te gusta ese mundo y el mundo de las películas en definitiva hay conexiones a ello, definitivamente existimos en el mismo universo general". Él quería que las conexiones fueran más generales que las de Agents of S.H.I.E.L.D. y las películas del universo cinematográfico de Marvel diciendo: "Creo que es genial pero S.H.I.E.L.D. ya lo hizo".
Nix notó que la premisa de la serie es algo que "los mutantes establecidos van a tener que decir", pero "está diseñada para cuestionar cosas como ‘Donde está Wolverine?’ ... No quería hacer algo como ‘Wolverine está fuera de cámara!’ Saben a qué me refiero. Existe en un mundo donde esas preguntas son respondidas sin la necesidad de nombrar varios nombres o pasar mucho tiempo explorando ese problema." Además, "hay cierta cantidad de personajes [existentes] que puedo usar, y estoy usando alguno de ellos, pero otros son inventados". Él pronto alegó que la serie "contiene algunos personajes del que los fans estarán emocionados. No puedo hablar en específico, pero no es como si no hubieran X-Men en ella". Un grupo de personajes existentes que Donner reveló que aparecerían en la serie son los Centinelas, robots cazadores de mutantes que han aparecido en muchas películas, aunque su apariencia en la serie es "muy diferente de lo que se ha visto antes".
Moyer declaró en junio de 2017 que The Gifted se situaría entre Legión, en la que los mutantes "aún no son comprendidos", y Logan, que ve al protagonista como el último de los mutantes. Agregó que, "definitivamente entramos en la cronología, pero de momento, no estamos aliados. Creo que se han dado suficiente espacio con tal de ir a lugares diferentes, pero tenemos suficiente historia dentro de nuestro universo para que avanecemos sin necesidad de hacer eso".

## Lanzamiento
| Temporada | Temporada | Episodios | Emisión original         | Emisión original    | DVD y Blu-ray | DVD y Blu-ray | DVD y Blu-ray |
| Temporada | Temporada | Episodios | Primera emisión          | Última emisión      | Región 1      | Región 2      | Región 4      |
| --------- | --------- | --------- | ------------------------ | ------------------- | ------------- | ------------- | ------------- |
|           | 1         | 13        | 2 de octubre de 2017     | 15 de enero de 2018 | Desconocido   | Desconocido   | Desconocido   |
|           | 2         | 16        | 25 de septiembre de 2018 | Desconocido         | Desconocido   | Desconocido   | Desconocido   |

### Transmisión
The Gifted se estrenó en Fox el 2 de octubre de 2017, para una temporada de 13 episodios. CTV adquirió los derechos de transmisión para Canadá. La serie fue lanzada en más de 183 países a través Fox, siguiendo su debut en Estados Unidos, usando un formato de "lanzamiento de día y fecha".

## Recepción
| Temporada | Temporada | Nielsen ratings                 | Nielsen ratings               | Nielsen ratings                               | Respuesta crítica | Respuesta crítica |
| Temporada | Temporada | Audiencia inicial (en millones) | Audiencia final (en millones) | Total de espectadores, inc. DVR (en millones) | Rotten Tomatoes   | Metacritic        |
| --------- | --------- | ------------------------------- | ----------------------------- | --------------------------------------------- | ----------------- | ----------------- |
|           | 1         | 4,90                            | 3,42                          | 5,85                                          | 72% (44 reseñas)  | 63 (22 reseñas)   |
|           | 2         | 2,58                            |                               |                                               | 78% (9 reseñas)   |                   |

### Índices de audiencia
La audiencia del episodio piloto se le nombre como un "comienzo sólido" de la serie, y se observó que era más alta que el estreno de la temporada de Lucifer en la misma franja de tiempo del año anterior, así como el debut de la otra nueva serie de Marvel del año, Inhumans.
Por la renovación de la segunda temporada de la serie, fue considerado como un "factor sólido de rating" para Fox, con un rendimiento del 18% mejor que la misma franja de tiempo del año anterior, y clasificó como la tercera mejor serie de drama de la temporada.

### Crítica
The Gifted ha recibido críticas generalmente positivas por parte de la crítica y el público en general. El sitio web Rotten Tomatoes le ha dado una aprobación del 70% alegando que "la primera temporada de The Gifted establece una base sólida para un drama de superhéroes que deja en el pasado la historia de origen centrándose en historias actuales y fundamentadas, a través de acción y efectos especiales". El público le ha dado una aprobación del 79%. Por su parte, el sitio Metacritic le asignó un puntaje de 63 sobre 100, indicando "críticas generalmente favorables".